# Palenzuela
Palenzuela – gmina w Hiszpanii, w prowincji Palencia, w Kastylii i León, o powierzchni 77,2 km². W 2011 roku gmina liczyła 222 mieszkańców.